# Гитлер. Фильм из Германии
«Гитлер. Фильм из Германии» (нем. Hitler. Ein film aus Deutschland) — третья часть трилогии, в которую входят картины «Людвиг — Реквием по королю-девственнику» (1972) и «Карл Май» (1974), созданный режиссёром Хансом-Юргеном Зибербергом.

## Сюжет
Германская трилогия прослеживает историю «немецкого духа» последних ста лет, рассматривая её на образах трёх исторических личностей. Почти семичасовой фильм не имеет сюжета. Игровые эпизоды, документальные съёмки эпохи нацизма, фрагменты биографии Гитлера, Геринга и Геббельса, цитаты изобразительного искусства, литературы, музыки Вагнера, Малера, Моцарта, Бетховена, а также символические фигуры, как например, «Церемонимейстер» (Андре Хеллер) — всё это элементы созданного Зибербергом паноптикума немецкой истории, в центре которого находится образ Гитлера.

## Съёмочная группа
- Режиссёр — Зиберберг, Ханс-Юрген
- Сценарист — Зиберберг Ханс-Юрген
- Оператор — Дитрих Ломан[1]
- Художники — Ханс Гайллинг, Барбара Гайллинг, Бригитта Кюленталь
- Монтаж — Ютта Брандстадтер

## В главных ролях
- Хайнц Шуберт[1]
- Петер Керн[1]
- Хельмут Ланге
- Райнер фон Артенфельс
- Мартин Шпеер
- Петер Моланд
- Йоханнес Бузальски
- Альфред Эдель
- Амелия Зиберберг[вд][1]
- Харри Баэр[нем.][1]
- Петер Люрр
- Андре Хеллер[нем.][1]